# Pirâmide de Ball
A Pirâmide de Ball (em inglês:  Ball's Pyramid) é uma agulha vulcânica e roca que forma um ilhéu desabitado no mar de Tasman, no sudoeste do oceano Pacífico, e que resta da erosão de um antigo vulcão em escudo e da caldeira que se formou há 7 milhões de anos. Está situada a 20 km (13 milhas) a sudeste da Ilha de Lord Howe. Tem uma altitude máxima de 562 m, e apenas 300 m de largura. Faz parte do parque marinho da Ilha de Lord Howe, integrado na lista do Património Mundial da UNESCO.
A Pirâmide de Ball tem alguns ilhéus em seu redor. A Rocha Observatório e o Ilhéu Wheatsheaf estão a 800 m a oeste-noroeste e a 800 m a oeste-sudoeste, respetivamente, do extremo oeste da Pirâmide de Ball. A Rocha Sudoeste é um ilhéu a 3,5 km a sudeste da Pirâmide de Ball. Tal como a ilha de Lord Howe e a coriliheira de montes submarinos de Lord Howe, a Pirâmide de Ball está situada na Elevação de Lord Howe, que faz parte do continente submerso denominado Zelândia.

## História
A pirâmide deve o seu nome a Henry Ball, tenente e navegador, que a descobriu em 1788 em simultâneo com a Ilha de Lord Howe. Supõe-se que a primeira pessoa a pisar a pirâmide foi o geólogo Henry Wilkinson, do Departamento de Minas da Nova Gales do Sul, em 1882.
Foi escalada até ao topo pela primeira vez em 14 de fevereiro de 1965, por uma equipe de montanhistas do Clube de Escalada Sydney Rock, formado por Bryden Allen, John Davis, Jack Pettigrew e David Witham.
Em 1982 foi proibida a prática de escalada na ilha, mediante uma emenda ao Ato da Ilha de Lord Howe, e em 1986 o Conselho da Ilha de Lord Howe proibiu o acesso à pirâmide. Em 1990 mudou a política, de modo que se permitisse alguma atividade de escalada, sob condições muito restritas. Nos últimos anos, para se poder realizar escalada é preciso requerer autorização ao ministro competente.

## Fauna e flora
A ilha é desprovida de vegetação à exceção de um espécime de Melaleuca a 100 metros acima do mar.
Em 2000/2001 foram encontrados exemplares do bicho-pau Dryococelus australis. Na ascensão frustrada de 1964, Dave Roots voltou com uma fotografia do inseto, que se supunha extinto.